# Geschichte und Entwicklung des Streaming Media
Die Geschichte und Entwicklung des Streaming Media im engeren Sinne beginnt Mitte der 1990er Jahre, während sich Vorläuferformen zumindest ab Mitte der 1980er Jahre finden lassen.

## Frühes Internet
Das Internet war als paketbasiertes Datennetz quasi von Anfang an multimediafähig; es fehlten allerdings zunächst noch ausreichende Bandbreiten, geeignete Protokolle, Ideen für attraktive Anwendungen und geeignete Benutzer. Diese Ausgangssituation änderte sich zunächst im akademischen Bereich durch den massiven Ausbau der verfügbaren Bandbreiten ab Ende der 1980er Jahre und Pilotprojekte im Rahmen des Multicast Backbone.
In der Zeit vor Durchsetzung des Webs wurden multimediale Dateien im Internet meist als komprimierte Sound- oder Videodateien bereitgestellt; für Audiodateien wurden häufig Formate wie .au (audio) und .wav (wave) verwendet. Die Dateien mussten dann komplett auf den lokalen Rechner heruntergeladen und anschließend meist noch manuell dekomprimiert werden. Erst dann konnten die Dateien mit einer geeigneten Applikation wiedergegeben oder auch bearbeitet werden.

## Wachstumsphase
Nach der Vorstellung (1989) und Etablierung (um 1993) der grafischen Internet-Benutzeroberfläche des World Wide Web wurde die zuvor elitäre Technologie für breitere Bevölkerungsschichten attraktiv. Die ersten privaten Internet Service Provider (ISP) boten Netzzugänge an und die Medien begannen, über das globale Netzwerk zu berichten.
Zu den ersten Versuchen, Bilder und Töne live über das Netz bereitzustellen, gehörte die Trojan Room Coffee Machine der Firma ATM Networks, die 1992 ans Netz ging. Dabei handelte es sich um eine Art Füllstandsanzeige der firmeneigenen Kaffeemaschine, die von einer Schwarzweißkamera dreimal pro Minute aufgenommen und in einem Computer mit selbstgeschriebener Software digitalisiert wurde. Vergleichbare Anwendungen verbreiteten sich in den folgenden Jahren unter der Bezeichnung Webcam.
Bereits 1995 veranstaltete das damals neu gegründete Info-Radio Berlin-Brandenburg von ORB und SFB gemeinsam mit der Technischen Universität Berlin den Streaming-Dienst Info-Radio on Demand.
Ein ähnliches Projekt führte der SWF durch: Hier wurde ein Teil des SWF-Sendearchivs digitalisiert. Mitte 1995 lagen bereits über 190.000 Stunden Wort- und Musikbeiträge vor.
1997 startete radio SAW als einer der ersten Radiosender in Deutschland einen Livestream im Internet.

## Kommerzialisiertes Internet
Streaming als relevante Nutzungsoption für breitere Benutzerschichten setzte jedoch die Entwicklung einer attraktiven Benutzeroberfläche voraus, die mit der Durchsetzung des World Wide Web (WWW) und dessen Kommerzialisierung erst ab Mitte der 1990er Jahre gegeben war. Etablierte Unternehmen entdeckten das WWW mit seinen zahlreichen Möglichkeiten der Unternehmenspräsentation und Start-ups begannen, gestützt durch massive Investitionen an Risikokapital, mit der Entwicklung neuer Nutzungskonzepte.

## Streaming-Boom
Die Medienöffentlichkeit wurde auf Streaming Media um 1998 aufmerksam, in der Blütezeit der New Economy also, als kaum ein Kapitalgeber nach seriösen Geschäftsmodellen fragte. In dieser Hype-Phase wurden die kuriosesten Ideen entwickelt und teilweise auch in die Praxis umgesetzt. Nur in diesem Umfeld waren die äußerst kostspieligen Streaming-Produktionen realisierbar. Es setzte eine Art automatischen Zugzwangs ein, beispielsweise begannen zahlreiche Hörfunksender, Teile ihrer Programme einfach deshalb zu streamen, weil es andere auch taten.
Nach Statistiken aus dem Jahr 1999 verbrachten US-amerikanische Internet-Benutzer durchschnittlich gut zwei Stunden pro Woche online (Nielsen/NetRatings, Mai 1999), wobei über 56 % ihren Zugang über AOL und weitere 37 % über andere Dial-up-ISPs fanden. Geht man von einem begrenzten Zeitbudget für die Mediennutzung aus, ist naheliegend, warum Streaming keinen Massenmarkt erreichen konnte: Das für die Online-Nutzung reservierte Zeitbudget war noch viel zu gering und die Zugangskosten zu hoch, um eine großflächige Durchsetzung gegenüber den etablierten Massenmedien zu erlauben.
Im März 2001 stellte das Marktforschungsunternehmens NetValue fest, die Deutschen seien „Streaming-Muffel“: Nur knapp 14 Prozent der deutschen Internet-Nutzer nahmen Streaming-Angebote in Anspruch, in den USA waren es rund 15, in Dänemark knapp 15 und in Spanien sogar fast 20 Prozent. Während der durchschnittliche Nutzer in den Staaten täglich über 60 Minuten Streams konsumierte, begrenzte sich die Nutzungsdauer in Deutschland auf rund 12 Minuten.
In die Phase des Internet-Booms fällt auch die kurze Blütezeit des Webcastings, das häufig in Verbindung mit Streaming-Technologien genannt wird. Dabei handelt es sich allerdings weniger um eine Technologie als vielmehr um eine Push-Distributionsform. Teilweise wird der Begriff Webcasting auch synonym mit Internetradio genutzt, er hat dann aber mit den entsprechenden Push-Angeboten der 1990er Jahre nichts zu tun.
Zu den ersten Streaming-Großereignissen zählte das NetAid-Konzert im Oktober 1999, das als „größtes Multimedia-Ereignis der Geschichte“ angekündigt worden war; das elfstündige Konzert wurde an drei Standorten – New York, London und Genf – durchgeführt und von diversen Hörfunk- und Fernsehsendern in 132 Ländern übertragen; daneben erfolgte eine parallele Übertragung via Streaming im Internet, für die 300 Linux-Server eingesetzt wurden. Die Encodierung erfolgte im RealMedia-Format, verärgerte aber viele Zuhörer durch Aussetzer, miserable Ton- und Bildqualität sowie asynchrone Ton- und Bildübertragung. Hier zeigte sich, dass Streaming Media noch weit davon entfernt war, als pauschale Konkurrenz zu Hörfunk- und Fernsehen in Erscheinung zu treten.
Während sich Internetradios jahrelang faktisch in einem rechtsfreien Raum „gesendet“ hatten, setzte Anfang 2001 Ernüchterung ein: Aufgrund der Rechtsunsicherheit bezüglich der Musiklizenzen stellten viele „Sender“ ihren Betrieb ein, nachdem das US-amerikanische Copyright Office zusätzliche Gebühren eingefordert hatte. Anlass waren neben den anhaltenden Streitigkeiten über Lizenzgebühren auch die Ausstrahlung von Werbung, deren Produktionskosten die Internetradios teilweise finanzieren sollten. Die National Association of Broadcasters (NAB) klagte gegen die neue Gebührenordnung und konnte eine leichte Verringerung der geforderten Gebührensätze erzielen.
Mit einsetzender Krise der New Economy 2001 begann AOL Time Warner mit der Online-Verwertung der mit Spinner.com erworbenen Musiklizenzen. Spinner.com bot rund 150 vorformatierte Musik-Streams aus einem Lizenzpool von insgesamt rund 375.000 Titeln kostenlos an.
Auch der mit einem bequemen Finanzpolster ausgestattete Online-Dienstleister T-Online stellte sich im März 2003 dem Abwärtstrend entgegen und startete sein Breitbandportal T-Online Vision, das unter anderem Live-Streams in Fernsehqualität und Video-Chats mit Prominenten anbot.

## Krise des Internets
Mit der Krise der Internet-Ökonomie und der Transformation der New Economy in konventionelle Geschäftsmodelle trat auch im Streaming-Bereich Ernüchterung und Realismus ein. Streaming-Angebote wurden zunehmend kritisch auf ihre Refinanzierbarkeit geprüft und darauf vielfach eingestellt. Nachdem sich das Bewusstsein durchgesetzt hatte, dass für Internet-Angebote für ein Massenpublikum vollkommen andere ökonomische Gesetzmäßigkeiten herrschen als für die traditionellen Massenmedien, setzte schließlich Anfang des 21. Jahrhunderts ein Absterben zahlreicher Start-ups sowie eine grundlegende Neubewertung der Streaming-Technologie ein.
So stellte Intel seine Internet Media Services (IMS) bereits wenige Monate nach dem Start wieder ein, da unklar war, ob und wann dieser Geschäftszweig profitabel werden würde; mit den IMS hatte der Konzern versucht, eine ähnliche globale Streaming-Infrastruktur wie Akamai aufzubauen.

## Marktsituation ab 2000
Anfang der 2000er Jahre spielten Streaming-Anwendungen nur noch eine untergeordnete Rolle; auf Wagnisse ließen sich nur noch strategisch operierende Konzerne oder öffentlich-rechtliche Sendeanstalten ein. Was sich nicht kurzfristig rechnete, wurde im Regelfall nicht produziert, dies galt insbesondere für aufwändige Web-Präsentationen und Streaming Video, während sich Musikstreaming allmählich etablierte.
Ein neues, vergleichsweise profitables Geschäftsfeld tat sich ab etwa 2002 für die neu entstehenden Online-Musikdienste auf, denen Peer-to-Peer-Netzwerke wie Napster das Feld bereitet hatten. So übernahm beispielsweise RealNetworks im April 2003 das Musikportal Listen.com zu einem Kaufpreis von 36 Millionen US-Dollar; zu Listen.com gehörte der Musikdienst Rhapsody, der über Lizenzen mehrerer großer Plattenlabels verfügte und Musik zum Download aus dem Internet anbot. Rhapsody sollte das Streaming-Angebot von RealNetworks ergänzen; Anfang 2004 waren per Download 550.000 und per Streaming 625.000 Musikstücke verfügbar. Ähnliche Angebote betrieben bzw. betreiben u. a. Microsoft (MSN Music) und Apple. Letztgenanntes Unternehmen startete ebenfalls im April 2003 den iTunes Store, welcher mehr als zwei Millionen Titel von allen fünf Majorlabels Sony Music, Universal Music, BMG, EMI und Warner Music bereitstellt.
Apple unterstützt mit QuickTime-Versionen den Mobilfunkstandard 3rd Generation Partnership Project (3GPP) seit Juni 2003. Auch Real Networks schloss mit den UMTS-Betreibern diverse Kooperationsvereinbarungen ab, unter anderem mit AT&T Wireless und Sprint aus den USA, Telefónica Móviles aus Spanien, Wind und TIM aus Italien, Vodafone und mmO₂ aus Großbritannien und TeliaSonera aus Schweden. Geplant war, mit der Helix Universal Mobile Platform Multimedia-Inhalte auf die Mobiltelefone zu bringen. Diese Plattform umfasste u. a. den RealPlayer Mobile, den RealNetworks Helix Mobile Producer, den Helix Universal Server Mobile, die Helix Service Delivery Suite sowie den Helix Universal Server und das Universal Gateway mobile. (Stand: 2004).
Zu den im Bereich des Video-Streamings aktiven größeren Unternehmen gehört der Deutsche-Telekom-Ableger T-Online, der seit November 2003 über sein Breitbandportal T-Online Vision Filme der Studios Dreamworks, Metro-Goldwyn-Mayer, Universal Studios sowie Constantin Film via Streaming zum kostenpflichtigen Abruf anbietet. Anfangs handelte es sich allerdings nicht um Streaming, sondern die Inhalte wurden über Nacht auf den Rechner des Kunden heruntergeladen und konnten dann von der Festplatte der Set-Top Box gestartet werden.
Die Streaming-Weltpremiere präsentierte T-Online anlässlich der Internationalen Filmfestspiele in Berlin im Februar 2004 mit dem Konzertfilm Lightning in a Bottle, der als Video-on-Demand-Streaming angeboten wurde, was allerdings nur mit mäßigem Erfolg angenommen wurde.
Als erstes großes Pay-per-view-Ereignis konnten deutsche Internetbenutzer die zweite Staffel von Big Brother im Jahr 2000 verfolgen. Wer auf die Bilder aller 28 Kameras zugreifen wollte, musste dafür bezahlen. Laut Aussage von Rob Glaser, CEO von RealNetworks, war dieses Event das bis dahin zweitgrößte Streamingprojekt der Welt, nach der Veröffentlichung des Clinton-Tapes.
Mit einer TriplePlay genannten Initiative wollte die Industrie zögernde Verbraucher ins Breitband-Internet locken. Voice-over-IP und die Nutzung von Multimediainhalten sollten, vereint auf einem Endgerät, Einzug in private Haushalte halten. Zur CeBIT 2005 wollten zahlreiche Hersteller Lösungen zeigen. So präsentierte shift TV den ersten internetbasierten Videorekorder; der Kunde konnte sein individuelles TV-Programm aufzeichnen und verwalten. Abgerufen wurden die Sendungen wie E-Mails, die Inhalte wurden dann gestreamt.
Seit der UMTS-Einführung im Jahre 2003 gab es für Streaming Media neue Anwendungsgebiete im Bereich der mobilen Endgeräte. Damals innovative Dienstleistungen, wie Mobile TV und Videotelefonie, schafften neue Anwendungsgebiete für Streaming Media. Beteiligt hierbei waren u. a. das Fraunhofer-Institut für Offene Kommunikationssysteme und GoVid.